# El Ouldja (Sétif)
El Ouldja (în arabă الولجة) este o comună din provincia Sétif, Algeria.
Populația comunei este de 8.592 de locuitori (2008).